# Verwaltungsgliederung der Oblast Leningrad

Karte der Rajons; Nummern entsprechen denen in der ersten Tabellenspalte

Die Oblast Leningrad im Föderationskreis Nordwestrussland der Russischen Föderation gliedert sich in 17 Rajons und den Stadtkreis Sosnowy Bor (Stand 2014). Der Verwaltungssitz befindet sich seit 2021 in der Stadt Gattschina (zuvor in Sankt Petersburg, das selbst nicht zur Oblast gehört, sondern ein eigenständiges, von der Oblast umgebenes Föderationssubjekt bildet).
Die Rajons unterteilen sich in insgesamt 61 Stadtgemeinden (gorodskoje posselenije) und 142 Landgemeinden (selskoje posselenije).

## Stadtkreise
| Nr. | Stadtkreis  | Einwohner | Fläche (km²) | Bevölkerungs- dichte (Ew./km²) |
| --- | ----------- | --------- | ------------ | ------------------------------ |
| I   | Sosnowy Bor | 63.462    | 71,98        | 882                            |

Der Stadtkreis umfasst nur eine Ortschaft, die namensgebende Stadt Sosnowy Bor. Er liegt an der Küste des Finnischen Meerbusens der Ostsee, umgeben vom Territorium des Lomonossowski rajon (Nummer 11 in der Karte).

## Rajons
| [ 4 ] | Rajon         | Einwohner | Fläche (km²) | Bevölkerungs- dichte (Ew./km²) | Stadt- bevölkerung | Land- bevölkerung | Verwaltungssitz | Gemeindesitze | Anzahl Stadtgemeinden | Anzahl Landgemeinden |
| ----- | ------------- | --------- | ------------ | ------------------------------ | ------------------ | ----------------- | --------------- | --- | --------------------- | -------------------- |
| 1     | Boksitogorski | 50.855    | 7.201,74     | 7,1                            | 39.107             | 11.748            | Boksitogorsk    | Stadt: Boksitogorsk, Jefimowski, Pikaljowo Land: Anissimowo, Bolschoi Dwor, Bor, Klimowo, Podborowje, Radogoschtsch, Saborje, Sowchosny | 3                     | 8                    |
| 6     | Gattschinski  | 261.522   | 2.891,81     | 90                             | 153.872            | 107.650           | Gattschina      | Stadt: Druschnaja Gorka, Gattschina, Kommunar, Siwerski, Taizy, Wyriza Land: Bolschije Kolpany, Jelisawetino, Kobrinskoje, Maloje Werewo, Nowy Swet, Pudomjagi, Pudost, Roschdestweno, Sjaskelewo, Sussanino, Woiskowizy                                | 6                     | 11                   |
| 7     | Kingisseppski | 83.361    | 2.907,14     | 29                             | 58.359             | 25.002            | Kingissepp      | Stadt: Iwangorod, Kingissepp Land: Bolschaja Pustomerscha, Bolschoje Kusjomkino, Falilejewo, Kingisseppski, Kotelski, Neschnowo, Opolje, Ust-Luga, Wistino                                                                                              | 2                     | 9                    |
| 8     | Kirischski    | 58.942    | 3.045,3      | 19                             | 52.107             | 6.835             | Kirischi        | Stadt: Budogoschtsch, Kirischi Land: Glaschewo, Kussino, Ptschewa, Ptschowscha | 2                     | 4                    |
| 9     | Kirowski      | 108.186   | 2.634,18     | 41                             | 96.588             | 11.598            | Kirowsk         | Stadt: Kirowsk, Mga, Nasija, Otradnoje, Pawlowo, Priladoschski, Schlüsselburg, Sinjawino Land: Putilowo, Schum, Suchoje | 8                     | 3                    |
| 10    | Lodeinopolski | 27.168    | 4.910,95     | 5,5                            | 19.348             | 7.820             | Lodeinoje Pole  | Stadt: Lodeinoje Pole, Swirstroi Land: Aljochowschtschina, Domoschirowo, Janega | 2                     | 3                    |
| 11    | Lomonossowski | 90.576    | 1.919,17     | 47                             | 20.952             | 69.624            | Lomonossow      | Stadt: Bolschaja Ischora, Lebjaschje Land: Annino, Gorbunki, Gostilizy, Kipen, Koporje, Lagolowo, Lopuchinka, Nisino, Orschizy, Peniki, Ropscha, Russko-Wyssozkoje, Willosi                                                                             | 2                     | 13                   |
| 12    | Luschski      | 74.392    | 6.006        | 12                             | 39.827             | 34.565            | Luga            | Stadt: Luga, Tolmatschowo Land: Dserschinskowo, Jam-Tjossowo, Mschinskaja, Oredesch, Osmino, Retjun, Saklinje, Serebrjanski, Skreblowo, Tjossowo-4, Torkowitschi, Wolodarskoje, Woloschowo                                                              | 2                     | 13                   |
| 13    | Podporoschski | 25.067    | 7.705,5      | 3,3                            | 22.451             | 2.616             | Podporoschje    | Stadt: Nikolski, Podporoschje, Waschiny, Wosnessenje Land: Winnizy | 4                     | 1                    |
| 14    | Prioserski    | 56.730    | 3.597,02     | 16                             | 22.100             | 34.630            | Priosersk       | Stadt: Kusnetschnoje, Priosersk Land: Gromowo, Krasnoosjornoje, Larionowo, Melnikowo, Mitschurinskoje, Petrowskoje, Plodowoje, Rasdolje, Romaschki, Saporoschskoje, Sewastjanowo, Sosnowo                                                               | 2                     | 12                   |
| 15    | Slanzewski    | 44.406    | 2.191,09     | 20                             | 33.514             | 10.892            | Slanzy          | Stadt: Slanzy Land: Gostizy, Monastyrjok, Nowoselje, Sagriwje, Staropolje, Wyskatka | 1                     | 6                    |
| 16    | Tichwinski    | 65.782    | 7.018        | 9,4                            | 53.932             | 11.850            | Tichwin         | Stadt: Tichwin Land: Bor, Gankowo, Gorka, Koskowo, Melegeschskaja Gorka, Paschosero, Schugosero, Zwyljowo | 1                     | 8                    |
| 17    | Tosnenski     | 130.546   | 3.601,86     | 36                             | 85.648             | 44.898            | Tosno           | Stadt: Fornossowo, Krasny Bor, Ljuban, Nikolskoje, Rjabowo, Tosno, Uljanowka Land: Fjodorowskoje, Lissino-Korpus, Nurma, Schapki, Telmana, Trubnikow Bor                                                                                                | 7                     | 6                    |
| 3     | Wolchowski    | 78.679    | 5.124,65     | 15                             | 56.969             | 21.710            | Wolchow         | Stadt: Nowaja Ladoga, Sjasstroi, Wolchow Land: Bereschki, Chwalowo, Issad, Kisselnja, Koltschanowo, Pascha, Potanino, Seliwanowo, Staraja Ladoga, Swiriza, Ussadischtsche, Wyndin Ostrow                                                                | 3                     | 12                   |
| 2     | Wolossowski   | 50.257    | 2.680,53     | 19                             | 11.433             | 38.824            | Wolossowo       | Stadt: Wolossowo Land: Begunizy, Besseda, Bolschaja Wruda, Bolschoi Sabsk, Gubanizy, Iswara, Kalitino, Kaloschizy, Kikerino, Klopizy, Kursk, Rabitizy, Selzo, Simitizy, Terpilizy                                                                       | 1                     | 15                   |
| 4     | Wsewoloschski | 571.142   | 2.945        | 194                            | 418.360            | 152.782           | Wsewoloschsk    | Stadt: Dubrowka, imeni Morosowa, imeni Swerdlowa, Kusmolowski, Rachja, Sertolowo, Toksowo, Wsewoloschsk Land: Agalatowo, Bugry, Jukki, Koltuschi, Kuiwosi, Murino, Nowoje Dewjatkino, Rasmetelewo, Romanowka, Sanewka, Schtscheglowo, Werchnije Osselki | 8                     | 12                   |
| 5     | Wyborgski     | 194.689   | 7.546,04     | 26                             | 125.504            | 69.185            | Wyborg          | Stadt: Kamennogorsk, Primorsk, Roschtschino, Sowetski, Swetogorsk, Wyborg, Wyssozk Land: Glebytschewo, Gontscharowo, Krasnoselskoje, Perwomaiskoje, Poljany, Selesnewo                                                                                  | 7                     | 6                    |